# Atlas LV-3B

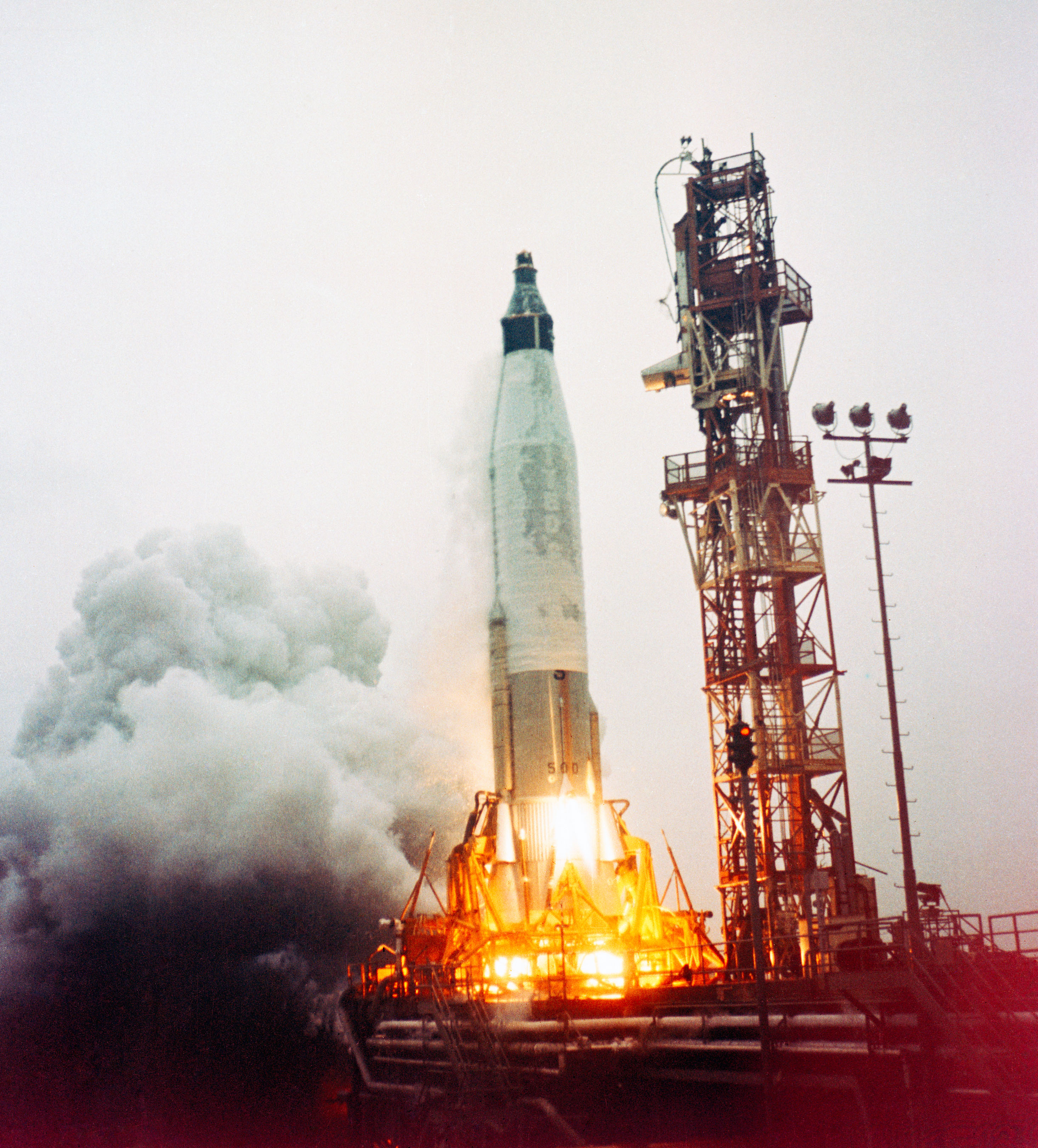
O Mercury-Atlas 1 logo após a decolagem.

O Atlas LV-3B, ou Veículo de lançamento Atlas D-Mercury ou ainda Veículo de lançamento Mercury-Atlas, foi um veículo de lançamento descartável
certificado para voos tripulados. 
Esse foguete, foi usado como parte do Programa Mercury, para voos suborbitais e orbitais tripulados. 
Ele fazia parte da família Atlas de foguetes e foi criado a partir do míssil SM-65 Atlas. 
O seu primeiro voo ocorreu em 29 de julho de 1960, num voo de teste suborbital, o Mercury-Atlas 1. 